# Printen
Le Printen (ou Printen d'Aix-la-Chapelle) est une spécialité culinaire aixoise possédant une appellation d'origine contrôlée. Ils sont composés de farine, de sucre, de cassonade et d'épices.

## Histoire
La fabrication du pain d'épice est avérée depuis l'Antiquité. Dans certaines villes, le pain était moulé comme à Dinant pour la couque de Dinant. L'origine du Printen vient d'ailleurs de cette spécialité par un maître de la guilde qui s'était rendu à Aix-la-Chapelle pour vérifier la construction d'une statue en bronze de l'empereur Charlemagne, coulée simultanément à Dinant et dans la cité de l'empereur. Lors de la pause déjeuner, il offrit ses pains d'épices moulés aux apprentis et maîtres auprès de qui ils eurent un franc succès. Les boulangeries d'Aix-la-Chapelle reprirent la recette et l'améliorèrent.

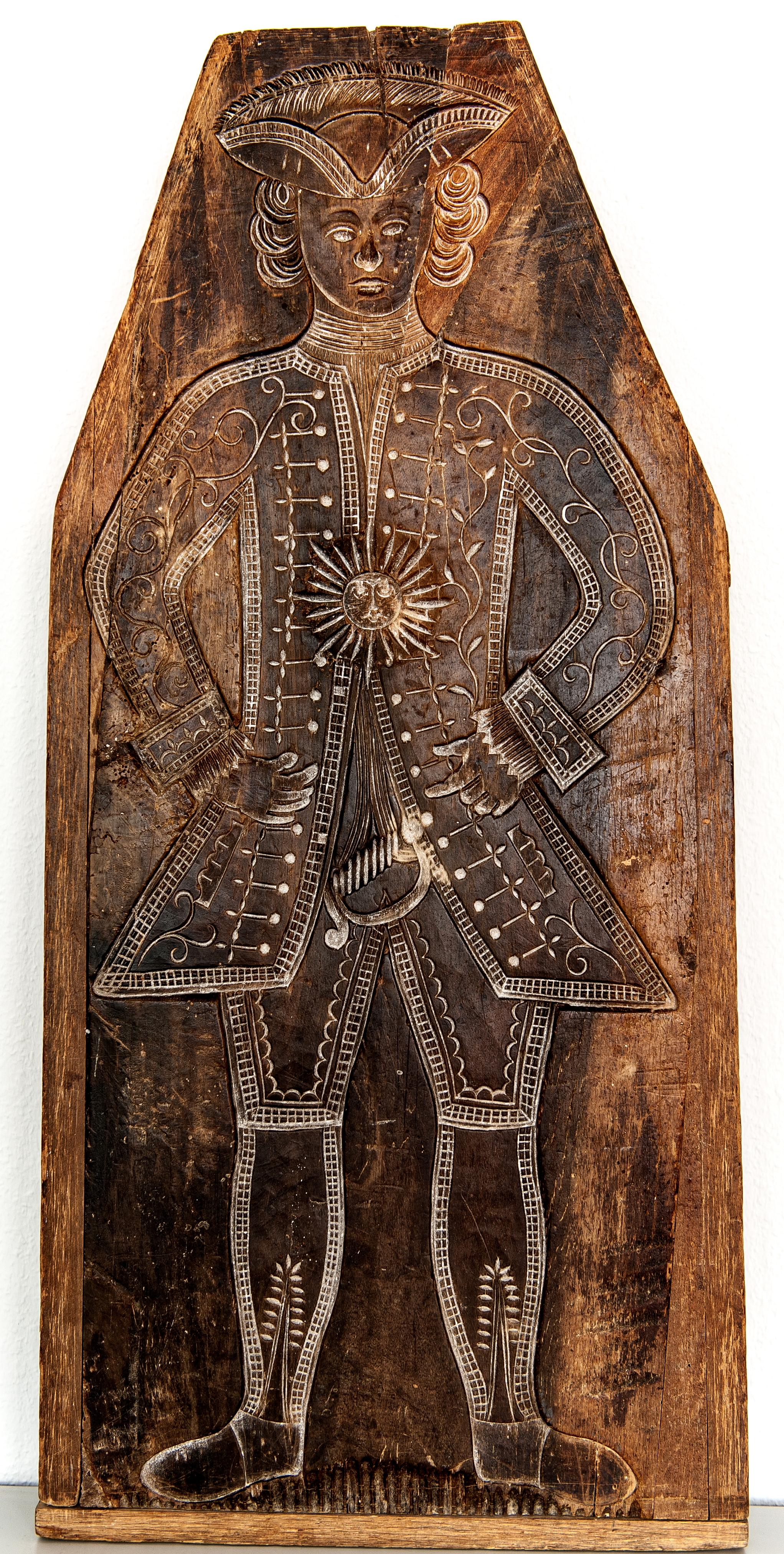
Moule à Printen du XVIIe siècle issu de la fabrique Henri Lambertz.

À l'origine, le Printen était vendu par les pharmaciens qui considéraient que certains des ingrédients (miel, plusieurs herbes et épices) avaient des prescriptions médicales. Le Printen est fabriqué dans Aix-la-Chapelle ou dans ses environs proches. De nombreuses variantes sont créées à partir du XXe siècle.
Le Printen est aujourd'hui l'emblème du marché de Noël d'Aix-la-Chapelle.

## Production
La préparation était à la base adoucie avec du miel des Amériques et du sucre de canne mais à la suite du blocus continental de Napoléon de 1806, les boulangers remplacèrent ces ingrédients par du sucre de betterave qui donne une matière plus coulante et empêcha ainsi de le presser dans des moules à pâtisseries fines. La pâte est faite à partir de farine, d'eau et d'édulcorants, pas de matières grasses ajoutées de toutes sortes[pas clair] comme édulcorant dans la pâte sont le sucre, soit principalement brun, sucre candi et le sirop ainsi que du miel et comme levain principalement la potasse, à l'origine du bicarbonate d'ammonium.
Le mélange d'épices se compose entre autres de cannelle, d'anis, de clous de girofle, de cardamome, de coriandre cultivée, de piment mais aussi d'écorces d'orange, de zeste de citron et de gingembre. Le pourcentage d'assaisonnement est un secret de leurs fabricants respectifs. La garniture diffère selon le produit.